# Кобилецький В'ячеслав Прокопович
В'ячеслав Прокопович Кобилецький (нар. 15 квітня 1951, Українська РСР) — радянський український футболіст та тренер, грав на позиції захисника.

## Кар'єра гравця
Футбольну кар'єру розпочав 1971 року в рівненській «Горині». По ходу сезону перейшов до футбольної команди Вищої львівської військово-політичної школи радянської армії та військово-морського флоту, але вже наступного сезону повернувся рівненської команди, яка змінила назву на «Авангард» (Рівне). Завершив кар'єру футболіста 1977 року.

## Кар'єра тренера
По завершенні кар'єри гравця розпочав тренерську діяльність. Спочатку працював у ДЮСШ міста Рівного. У 1989—1991 році допомагав тренувати рівненський «Авангард». У 1994 році призначений на посаду головного тренера рівненського «Вересу», яким керував до завершення сезону 1993/94 років. У серпні 1994 року знову очолив «Верес», яким керував до квітня 1995 року. З квітня 1996 року по червень 1997 року, а також у серпні-вересні 1999 року знову тренував «Верес». Після цього знову працював у рівненській ДЮСШ. Працював інспектором Федерації футболу Рівненської області на футбольних матчах. 